# Olof Lindbom (ishockeymålvakt)
Olof Lindbom, född 23 juli 2000 i Stockholm, är en svensk professionell ishockeymålvakt som spelar för Kristianstad IK i Hockeyallsvenskan. Han har tidigare spelat för Mora IK, Djurgården Hockey och Ekerö IK:s juniorer.
Olof draftades som 39:e spelaren totalt, av New York Rangers i NHL Entry Draft 2018.

### Fotnoter
1. ↑  Johan Älgekrans (28 juni 2018). ”New York Rangers valde Olof i draften” (på svenska). Stockholm Direkt. Arkiverad från originalet den 14 juli 2019. https://web.archive.org/web/20190714180808/https://www.stockholmdirekt.se/nyheter/new-york-rangers-valde-olof-i-draften/reprfB!SBuGuZ1EoE6GmYBa9fPpA/. Läst 14 juli 2019.